# Burg Kleinenberg
Die Burg Kleinenberg ist eine abgegangene mittelalterliche Stadtburg, die als landesherrliches Amtshaus diente, in Kleinenberg, Stadt Lichtenau im Kreis Paderborn in Nordrhein-Westfalen, Bundesrepublik Deutschland.

## Lage
Der Burgstall befindet sich in Kleinenberg nordwestlich des Kirchplatzes.

## Geschichte
1221 wird Kleinenberg erstmals erwähnt und 1249 als Stadt bezeichnet.
In paderbornischen Städten stand gewöhnlich eine Burg. In Kleinenberg ist sie in Schriftquellen nur indirekt bezeugt. 1658 wird der Standort des Burgstalls als bischöflicher Burgplatz benannt, auf einem Gemälde von 1665 ist ein entsprechendes Gebäude zu erkennen und der Platz wird 1780 als 'Freiheit' bezeichnet.
Da die Herren von Osdagessen/Marschall an der Gründung von Kleinenberg beteiligt waren, wird vermutet, dass sie an der Burg Anteile besaßen. Mit einem Burglehen sind die Herren von Calenberg vor Ort bezeugt.

## Beschreibung
Vor 1926 wurden an genannter Stelle Mauerwerksreste, Treppen, steinerner Fußbodenbelag und ein Brunnen ausgegraben. Auf dem Gemälde der Stadtansicht von Kleinenberg aus dem Vedutenzyklus des Carl Ferdinand Fabritius aus dem Jahre 1665 ist ein Gebäude ähnlich der Burg Lichtenau zu erkennen.

## Heutige Nutzung
Auf dem Burggelände findet sich heute Wohnbebauung.